# 22490 Zigamiyama
22490 Zigamiyama este un asteroid din centura principală de asteroizi.

## Descriere
22490 Zigamiyama este un asteroid din centura principală de asteroizi. A fost descoperit pe 11 aprilie 1997 la Nanyo de Tomimaru Okuni. Asteroidul prezintă o orbită caracterizată de o semiaxă mare de 2,53 ua, o excentricitate de 0,14 și o înclinație de 14,2° în raport cu ecliptica.